# Menella mjobergi
Menella mjobergi är en korallart som först beskrevs av Hjalmar Broch 1916.  Menella mjobergi ingår i släktet Menella och familjen Plexauridae. Inga underarter finns listade i Catalogue of Life.